# 倍速液晶
倍速液晶（ばいそくえきしょう）（倍速駆動とも言う）は、液晶ディスプレイにおいて残像感を軽減するための技術。日本国内では2005年12月に日本ビクター（現・JVCケンウッド）がディスプレイ業界で最初に開発・発売した。

## 概要
従来電卓等に主に用いられていた液晶ディスプレイをテレビ受像機に用いれば、ブラウン管に比べて遥かに薄型化が可能であるということで古くから注目されていた。しかし、液晶の動作原理として液晶分子の配向を変化させて偏光状態を遷移させるという特性上、配向の変化の時間が問題視されていた。世界のテレビの映像信号は、一秒間の表示コマ数が約50〜60フレーム（50-60fps）であり、日本でも毎秒約60フレームである。つまり1フレームの表示時間は約16msec （ミリ秒）であり、液晶分子の配向を変化させる時間である応答速度をその程度まで短くする必要があった。しかし、液晶テレビが市場に登場した頃は約50～100msecという非常に遅い液晶技術しかなかったため、スポーツ番組などの動きの激しい映像では非常に残像感のあるテレビにしかならなかった。そのため画質にこだわるユーザーには受け入れがたいテレビであった。
技術の進歩によって液晶の応答速度は16msecよりも短くなり残像感はだいぶ低減されたが、応答速度を早くするだけではそれ以上の効果は薄かった。一枚の映像を表示する際、ブラウン管では1ピクセルずつ順番に表示されつつ消えていくため、同時に複数のピクセルが表示されることはない。逆に液晶ではすべての１ライン毎のピクセルが同時に書き込まれ、次のフレームに置き換わるまで常に表示されているホールド表示である（異なるフレームの映像が表示されている期間が長い）。そのために人間の目が持つ残像を感じる特性、つまり分解能の限界によってたとえ応答速度を0msecにできたとしても、ホールド表示では残像感は消えない事が判明している。
この残像感をなくすために、従来は毎秒60フレームであった表示を倍の120フレームまで引き上げ、ホールドしている画像を半分の8msecまで短くしたのが倍速液晶技術である。ホールド時間が半分になったため、残像感も半分程度まで抑えることが可能となった。倍速にした状態で映像データではなく、黒データを書き込むことにより残像感を減らす技術もある。
2008年11月10日には、ソニーの液晶テレビ「BRAVIA」において、従来の毎秒60フレームであった表示を4倍の240フレームまで引き上げ、さらなる残像感の低減を実現した4倍速液晶技術が搭載された。
パソコン用の液晶ディスプレイでも、ゲーミングモニターなどで144fpsで用いられるようになった。
また、スマートフォンの液晶においても一般的に毎秒60フレームの表示であったが、2016年にシャープ製のスマートフォンAQUOS ZETA SH-04Hにおいて「IGZO液晶ディスプレイ」を用いて、倍速液晶を実現した。

## 方法
技術的には大きく二通りのやり方がある。
- 前後の映像の差分から、動きの情報を算出し、動きの方向と大きさに合わせて中間の映像を作り出してフレーム補間（Motion interpolation）するという技術。

2005年12月に日本ビクターから発売して以降、テレビメーカー各社が次々と搭載して標準的な機能となった。ただし、前後の映像からフレーム補間する映像をテレビ側で作り出すというのは技術的には難しく、シーンによってはフレーム補間エラーが生じてノイズなどが発生する可能性もある。また、補間の為に1フレーム分の映像をメモリにバッファする為、遅延が発生しゲームに向かないという声もある。各社は映像の内容によってはフレーム補間を弱めたり、手動でこの機能をOFFにできるようにしておくなど、工夫を行っている。
- 1コマ1コマの映像の間に黒い映像、または輝度を半分程度に落とした映像を挿入し、液晶特有のホールド表示をCRTライクなインパルス表示（1フレームの間、映像そのものは一瞬映っているのみ）に近づける技術。

日立が開発した。残像感は低減されるものの、明るさが落ちてしまう、明るい場面ではフリッカー（チラつき）が目立ってしまうなどの弊害もある。
各メーカーとも検出アルゴリズムには差があり、上記2つの技術を併用することもある。

## デモ設定
各社倍速液晶には倍速デモ表示が設定可能である。通常は店頭展示機でデモ表示状態になっているが、通常販売されているテレビも同じ物であり、デモ表示が可能である。
- 日本ビクター『EXE』
  - リモコンから「メニュー」ボタンを押し、「黄色ボタン」を2回押す。方向キー「↓」2回押し決定ボタンでデモ表示 (他メニューからデモ設定可)
- パナソニック『VIERA』
  - リモコンの「消音ボタン」を長押しでデモ表示（専用のB-CASカードが必要）
- ソニー『BRAVIA』
  - 本体の「メニューボタン」長押しでデモ表示
- シャープ『AQUOS』
  - リモコンからメニュー画面トップ一番下のリセット画面で方向キー↑↓↑↓でデモ表示
- 東芝『REGZA』
  - リモコンの矢印キー↓↓を長押しでデモ表示 (放送波によるアップデートが必要)
- 三菱『REAL』
  - メニューからデモ設定可